# Wiszniówka (rejon brzostowicki)
Wiszniówka, Wiśniówka (ros. Вишневка, Wiszniewka) – wieś na Białorusi, w obwodzie grodzieńskim, w rejonie brzostowickim.
W dwudziestoleciu międzywojennym wieś leżała w Polsce, w województwie białostockim, w powiecie grodzieńskim, w gminie Indura.
Według Powszechnego Spisu Ludności z 1921 roku wieś zamieszkiwało 318 osób, 317 było wyznania rzymskokatolickiego a 1 prawosławnego. Jednocześnie 317 mieszkańców zadeklarowało polską przynależność narodową a 1 białoruską. Było tu 60 budynków mieszkalnych.
Miejscowość należała do parafii rzymskokatolickiej w m. Usnarz i parafii prawosławnej w Indurze.
Podlegała pod Sąd Grodzki w Indurze i Okręgowy w Grodnie; właściwy urząd pocztowy mieścił się w Indurze.